# 三重県道501号朝日川越線
三重県道501号朝日川越線（みえけんどう501ごう あさひかわごえせん）はかつて三重県三重郡朝日町から同郡川越町を結んでいた一般県道である。2013年6月28日三重県告示第428号に基づき同年7月1日をもって廃止された（廃止告示が掲載されている三重県公報）。

## 概要

### 路線データ
- 起点：三重郡朝日町大字小向（おぶけ）
- 終点：三重郡川越町大字豊田一色（朝日町役場口交差点）
- 総延長：2,485m
- 重複区間：なし

## 利用状況
平日12時間交通量
三重郡朝日町大字柿 5,513台

## 地理
四日市市と桑名市の間に位置する小さな町どうしを結ぶ幅員の狭い道路である。沿線は朝日町の中心部に当たる。

### 通過する自治体
- 三重県
  - 三重郡朝日町 - 同郡川越町

### 交差する道路
- 三重県道66号四日市朝日線：起点
- 国道1号：終点

### 交差する鉄道
- JR関西本線：朝日町大字小向
- 近鉄名古屋線：朝日町大字小向

### 沿線
- 東芝三重工場
- 朝日町役場
- 朝日町立朝日小学校：円形校舎を持つ。
- JAみえきた朝日ライスセンター
- 日立金属株式会社中央物流センター

## 参考資料
- 『県別マップル24 三重県道路地図』（昭文社、2009年3版1刷発行、ISBN 978-4-398-62474-1 、26ページ）